# Léopold Mandic
Pour les articles homonymes, voir Saint Léopold et Léopold.

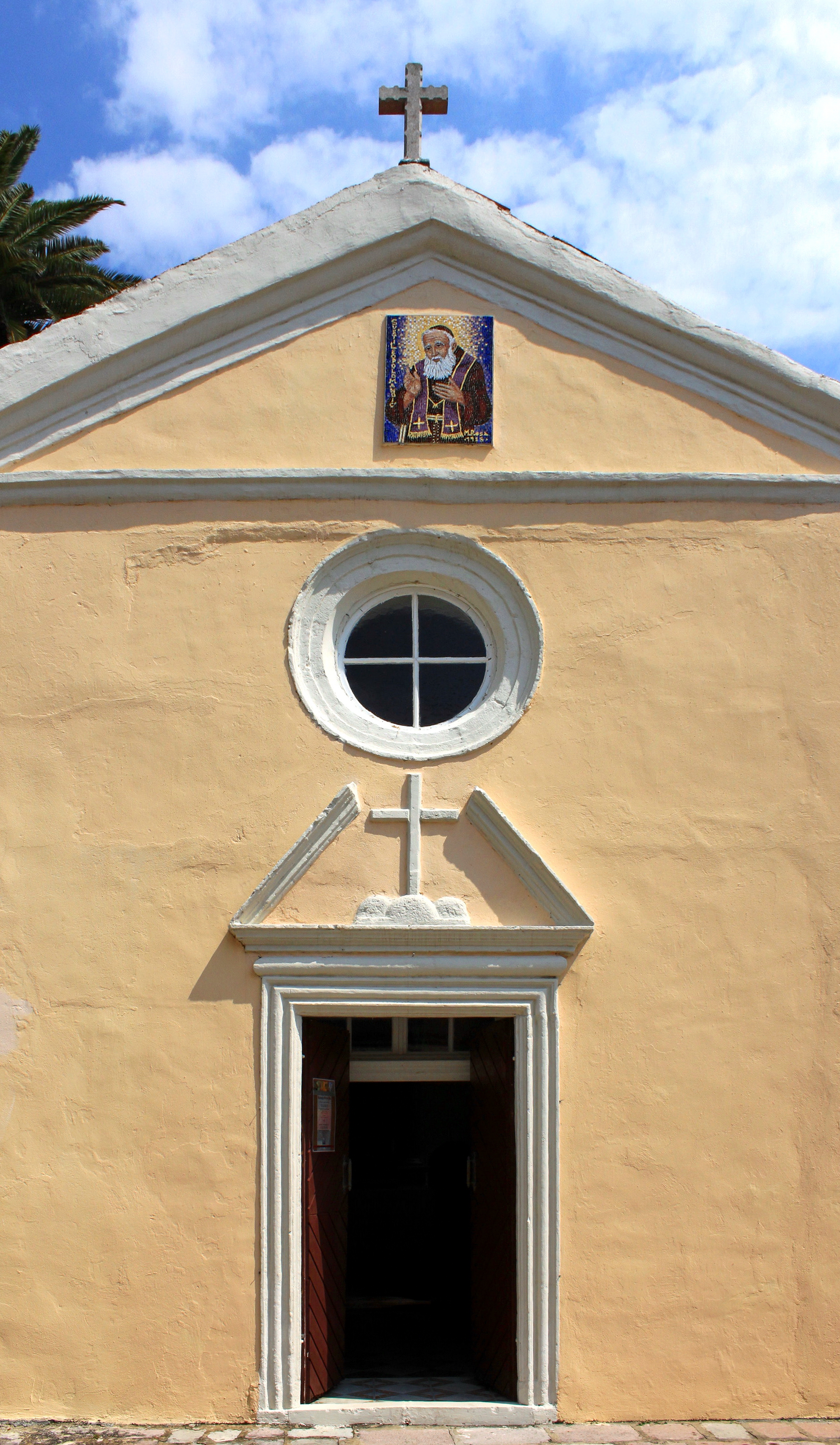
Église de Saint-Léopold Mandić à Herceg Novi.

Bogdan Mandić (° 12 mai 1866 - † 30 juillet 1942), en religion Frère Léopold de Castelnuovo, est un prêtre catholique de l'ordre des Frères mineurs capucins. Il est connu pour avoir été un inlassable confesseur.
Il a été déclaré saint catholique et il est fêté le 30 juillet, le 12 mai par les Capucins.

## Vie
Onzième des douze enfants d'une famille croate qui avait connu des revers de fortune, Bogdan (Dieudonné : “donné par Dieu“, en croate) Ivan Mandić est né dans la région des Bouches de Kotor alors possession de l'empire d'Autriche (aujourd'hui au Monténégro) à Herceg Novi alias Castelnuovo di Cattaro. C'est un port de la mer Adriatique, région de multiples échanges maritimes aux confins des mondes occidentaux et balkaniques où beaucoup de gens et de religions se côtoyaient. Or l'influence catholique tendait à se diluer et le jeune Bogdan avait le profond désir de réunir les chrétiens séparés dans la même Église.
Il souhaite dès son enfance devenir prêtre et intégrer l'ordre des Frères mineurs capucins pour travailler à la réunification des chrétiens d'Orient et d'Occident.
En novembre 1882, c'est un adolescent frêle, de petite taille, pâle, souffrant de problèmes d'élocution, mais résolu, que son père amène au couvent des Frères mineurs capucins d'Udine.
Bogdan effectue une formation d'environ 18 mois. Il est ensuite envoyé au noviciat du couvent de Bassano del Grappa le 20 avril 1884, revêt l'habit et prend le nom de Frère Léopold.
Une fois le noviciat terminé, il est envoyé  à Padoue pour y étudier la philosophie puis à Venise pour y étudier la théologie. Il est ordonné prêtre le 20 septembre 1890.
Pensant toujours à sa vocation première, et à ses probables missions futures, il étudie les sciences sacrées et les langues orientales, ainsi que le grec, le slovène et le serbe.
En 1897, il est nommé gardien (supérieur) du couvent des Frères mineurs capucins de Zara, en Dalmatie, ce qui le rapproche de sa région natale, et là, il commence immédiatement sa mission en allant accueillir les étrangers qui arrivent par la mer, et leur parle de la foi chrétienne en général et de la religion catholique en particulier.
Ce discret mais efficace apostolat est interrompu quand ses supérieurs l'envoient à Thiene au sanctuaire marial dont les Capucins avaient la garde. Mais dès 1906 il est à nouveau à Padoue où il finira sa vie.
En 1915, l'Italie déclare la guerre à son ancien allié, l'Autriche-Hongrie, et la Vénétie devient un champ de bataille. Sujet autrichien, le père Léopold est considéré comme prisonnier de guerre et interné dans la région de Naples. Il ne revient à Padoue qu'en 1919.

## Nouvelle orientation apostolique

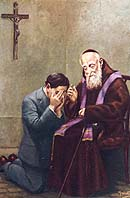
Saint Léopold, confesseur.

À Padoue, le Père Léopold Mandić est particulièrement apprécié pour son rôle de confesseur, apostolat qu'il accomplit avec bienveillance, amour du prochain, et foi profonde. Il admet alors que ce n'était ni le prêche, ni la mission vers l'Orient qui lui avait été demandés dans sa vocation. Une personne à laquelle il venait de donner l'absolution lui aurait dit : « Père, Jésus m'a ordonné de vous dire ceci : Votre Orient, c'est chacune des âmes que vous assistez ici par la confession », tandis que lui-même reconnaissait que : « Puisque Dieu ne m'a pas accordé le don de la parole pour prêcher, je veux me consacrer à lui ramener les âmes par le sacrement de pénitence». Il confessait jusqu'à 15 heures par jour, c'était sa vie comme il disait lui-même ; il était toujours disponible, toujours souriant et patient. Il remerciait les fidèles de leur présence et de leur confiance, et était un conseiller spirituel compréhensif et patient. Il confessait aussi les prêtres et parmi eux le futur pape Jean-Paul Ier.

## La fin de sa vie

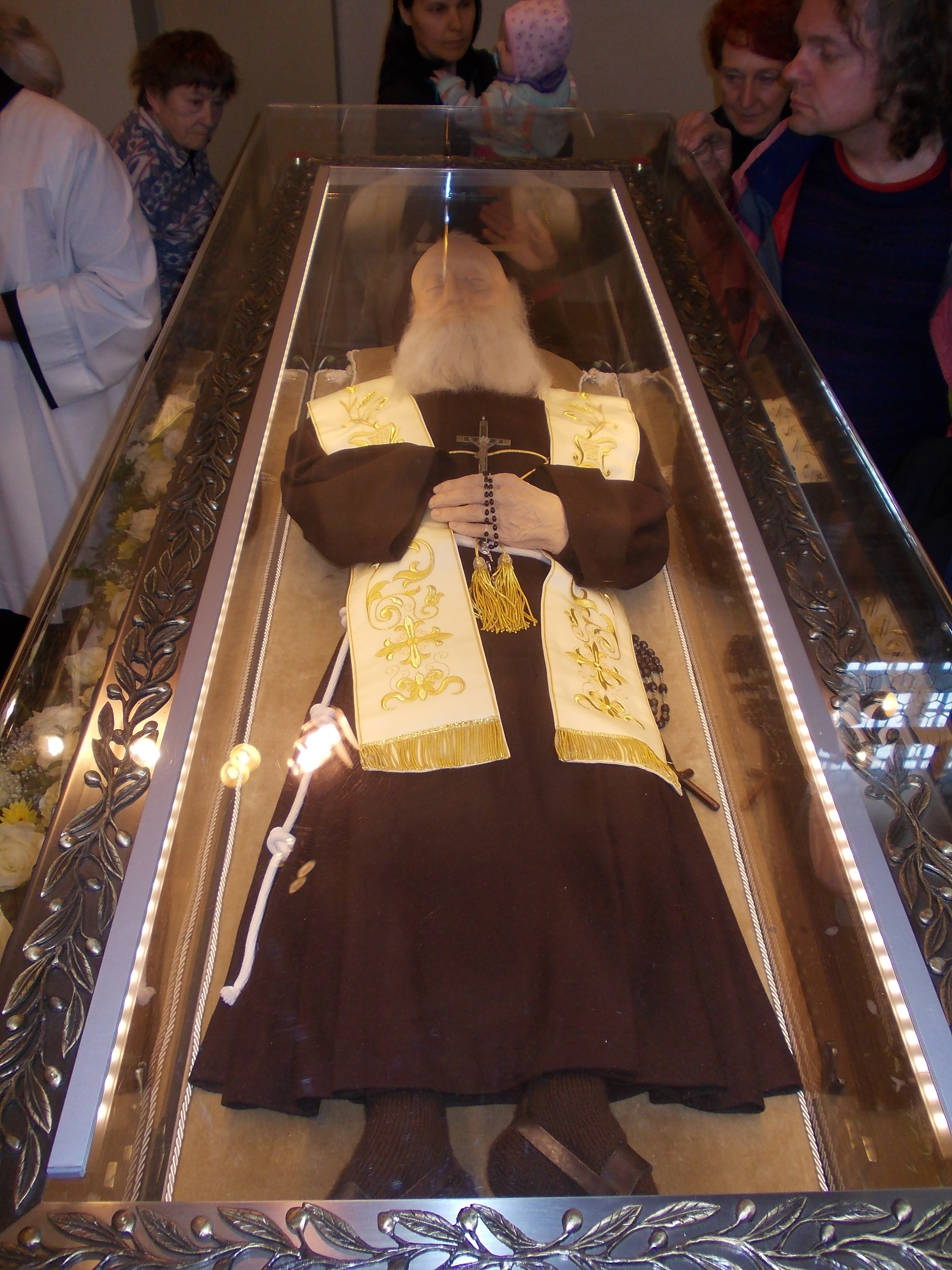
Châsse contenant la dépouille de saint Léopold Mandic.

Durant l'hiver 1941, le père Léopold qui souffrait déjà de l'estomac vit son état empirer. Le 30 juillet 1942, il reçut l'extrême onction, et il s'éteignit en disant les paroles du Salve Regina.

## Béatification et canonisation
Léopold Mandić a été béatifié le 2 mai 1976 par le Pape Paul VI et canonisé le 16 octobre 1983 par le Pape Jean-Paul II. La cérémonie de canonisation a eu lieu pendant le Synode des Évêques sur la pénitence et la réconciliation, le jour du cinquième anniversaire de l'élection du Pape.

## Sources et références
- (it) L'Osservatore Romano - 1983 - n° 43
- Documentation Catholique - 1976 p. 542 - 1983 p. 1018

1. ↑  Fête le 30 juillet - L'Évangile au Quotidien
2. ↑  À part un bref passage à Rijeka pour y entendre les confessions des Slaves locaux
3. ↑  D'après l'article de Dom Antoine Marie, du 1er mars 1998, Abbaye Saint-Joseph de Clairval à Flavigny.